# Georg Hirschland
Georg Simon Hirschland (* 16. Juli 1885 in Essen; † 14. März 1942 in Scarsdale, New York) war ein deutscher Bankier, Vorsitzender der jüdischen Gemeinde in Essen, Kunstmäzen und Aufsichtsratsmitglied in mehreren Unternehmern.

## Leben und Wirken
Als Sohn des Bankiers, Kommerzienrates und Stadtverordneten Isaac Hirschland und seiner Ehefrau Henriette Simon (1851–1935) geboren, begann Georg Hirschland nach dem Besuch des Essener Burggymnasiums ein Jurastudium in Bonn und promovierte 1907 in Münster. Im Anschluss absolvierte er umfangreiche Ausbildungen im Bankfach beim Barmer Bankverein sowie in London und New York.
Georg Hirschland heiratete Elsbeth Panofsky (1893–1973) aus Berlin, die Leiterin eines jüdischen Kindergartens in Essen.
Als Prokurist trat er 1909 in die von seinem Großvater Simon Hirschland gegründete Simon Hirschland Bank in Essen ein. Drei Jahre später wurde er mit seinem Bruder Kurt Hirschland Inhaber der Bank. Zudem war er Aufsichtsratsmitglied in unterschiedlichen Unternehmen, Hütten, Zechen und Banken. In den 1920er Jahren gründete er in Hamburg eine Filiale der Hirschlandbank.
Als Vorsitzender der jüdischen Gemeinde in Essen trug er zur Entstehung des jüdischen Jugendheims bei, das in der Pogromnacht 1938 zerstört wurde, und an dessen Stelle sich seit 1959 die Neue Synagoge befindet. Zusammen mit dem Essener Rabbiner Hugo Hahn und anderen gründete Hirschland am  17. September 1933 die Reichsvertretung der deutschen Juden.
Der Kunstsammler Georg Hirschland gehörte zum Kreis der Kunstförderer und war Mitglied im Essener Museumsverein (ab 1924 Kunstverein Folkwang) sowie 1922 Gründungsmitglied des Folkwang-Museumsvereins. Mit diesem setzte er sich mit für den Ankauf der Sammlung von Karl Ernst Osthaus ein, woran sich das Bankhaus Simon Hirschland mit einer erheblichen Summe beteiligte. 1938, als die Zwangsliquidation der Firma folgte und die Geschäfte vom Bankhaus Burkhardt & Co. (heute Teil von HSBC Trinkaus & Burkhardt) übernommen werden mussten, sah sich Georg Hirschland aufgrund der Verfolgung durch die Nationalsozialisten genötigt, über Amsterdam in die USA zu emigrieren. Dabei kam es zu Auseinandersetzungen bezüglich der Ausfuhr seiner Kunstsammlung. Der Museumsverein kaufte die Bilder, die als wertvolles Kulturgut auf der Sperrliste standen, an. Allerdings mussten die Bilder weit unter Wert verkauft werden, da die Vorgaben des NS-Regimes die Abwanderung jüdischen Vermögens ins Ausland verhinderten. Nach dem Zweiten Weltkrieg erhielt die Familie Hirschland einen Teil ihres Vermögens zurück.